# آکاسیای استرالیایی
آکاسیای استرالیایی (نام علمی: Acacia calcarata) نام یک گونه از سرده آکاسیا است.